# Solomon Michajlovič Michoėls
Solomon Michajlovič Michoėls (in yiddish Shloyme Mikhoels שלמה מיכאָעלס, in russo Соломон Михайлович Михоэлс (Вовси); Dwinsk, 16 marzo 1890 – Minsk, 12-13 gennaio 1948) è stato un attore russo.

## Biografia

### Attività teatrale
Nacque Shloyme Vovsi a Dvinsk (l'odierna Daugavpils) in Lettonia e studiò legge a San Pietroburgo fino al 1918, quando si unì al laboratorio teatrale ebraico di lingua yiddish di Aleksandr Granovskij. Due anni dopo la compagnia si trasferì a Mosca dove fondò il Teatro Nazionale Ebraico (noto anche con l'acronimo russo GOSET), di cui divenne direttore nel 1928. Ben presto Michoėls si rivelò anche come l'attore più talentuoso del GOSET e ottenne fama internazionale per le sue interpretazioni di opere dei maggiori autori yiddish, in particolare Sholem Aleichem e Mendele Mocher Sforim. Il suo ruolo più noto, quello che lo fece passare alla storia, fu però quello di Re Lear nell'omonimo dramma di Shakespeare, di cui fornì un'interpretazione particolarmente drammatica.

### Attività politica e morte
Nonostante fosse amico di membri dell'intellighenzia perseguitati dal regime, tra i quali il regista Vsevolod Mejerchol'd e lo scrittore Isaak Babel', nel 1942 venne scelto per presiedere il Comitato Ebraico Antifascista, il cui fine era di accattivare simpatie alla causa sovietica in Occidente ed in particolare presso le comunità ebraiche. In questa veste ebbe occasione nel 1943 di visitare gli Stati Uniti, dove venne accolto con grandissimi onori e riuscì subito ad entrare nel cuore della sinistra americana. La missione si rivelò uno dei maggiori successi della propaganda sovietica e fu fruttuosa anche dal punto di vista economico, dato che Michoėls riuscì a collezionare numerose donazioni.
Al termine della guerra Michoėls fu insignito del Premio Stalin e cominciò a maturare la convinzione di poter riuscire a sfruttare il proprio prestigio per favorire la causa degli ebrei russi. Scrisse allora una lettera a Stalin in cui chiese che agli ebrei fossero assegnati dei territori in Georgia. Il dittatore vide però in tale richiesta un rischio di secessione, ed iniziò a vedere un pericolo nell'enorme carisma di Michoėls in seno alla comunità ebraica. Nel 1948 gli fece ordinare di recarsi a Minsk per giudicare alcune opere eseguite nel locale Teatro ebraico di Stato e, una volta lì, Michoėls venne assassinato dal agenti dell'MGB e venne inscenato un incidente d'auto per giustificare la sua morte. Nemmeno da morto ebbe però pace: nel 1953 venne accusato di essere la mente dietro il presunto complotto dei medici, caso poi sgonfiatosi in seguito alla morte di Stalin.